# اضطهاد الأحمديين
اضطهاد الأحمديين هو الاضطهاد الديني الذي يتعرض له المسلمون الأحمديون نتيجة اعتناقهم ومجاهرتهم بإيمانهم. كان الأحمديون عُرضةً لأشكال متنوعة من الاضطهاد والتمييز العنصري منذ تأسيس الحركة عام 1889. وُلد الفكر الإسلامي الأحمدي من التيار السني الإسلامي إذ يؤمن الأحمديون بالأركان الخمسة للإسلام وأركان الإيمان الستة المطلوبة من كل مسلم.

يُعد الأحمدييون مترجمين نشيطين للقرآن الكريم ودعاةً للدين، وإن كثيرا من معتنقي الدين الإسلامي في جميع أنحاء العالم تعرفوا على الإسلام عن طريق الجماعة الأحمدية. مع ذلك فإنهم يعدّون في بلدان إسلامية متعددة ضمن فئة المهرطقين وغير المسلمين وهم معرّضون للاضطهاد والقمع الممنهج. وُضِع الأحمديون خارج الفئة المسلمة وسُحبت منهم جميع الحقوق الدينية ضمن التعديل الثاني للدستور الباكستاني المرسوم عشرين.
قُتل عدة آلاف من الأحمديين ضمن أعمال الشغب في لاهور سنة 1953 وأعمال الشغب المناهضة للأحمدية سنة 1974
وفي تفجير المساجد الأحمدية في لاهور في مايو 2010، لكن أحداث الشغب في 1974 كانت الأكبر من نوعها من حيث عدد الضحايا الأحمديين.

## باكستان
على الرغم من وجود مليون مسلم أحمدي في باكستان  إلا أنهم تعرضوا للاضطهاد الشديد والمُمنهج والمنظم، في بلد يعدّ الوحيد الذي أعلن رسميا أن الأحمديين غير مسلمين. فنجدهم محرومين بنص القانون من التعريف عن أنفسهم كمسلمين، وقد قُلّصت حريتهم الدينية بفعل عدد من القوانين والتعديلات الدستورية.
عند التقدم بطلب للحصول على جواز سفر، يطلب من الباكستانيين أن يعلنوا بأن ميرزا غلام أحمد هو نبي محتال وأن أتباعه غير مسلمين.
وكنتيجة طبيعية للمضاعفات الحضارية الناجمة عن القوانين والتعديلات الدستورية التي تخص الجماعة الأحمدية بموقف العداء يبلّغ عن العديد من الحوادث والقضايا المتعلقة بالاضطهاد والكراهية في شتى أنحاء البلاد. وقد أصبح الأحمديون هدفاً لهجمات عديدة على يد المجموعات الدينية الأخرى. كما أن مدارس الطوائف الإسلامية في باكستان تقدم مواد أساسية لدحض العقائد الأحمدية بشكلٍ خاص./

أظهرت دراسة حديثة في باكستان أن طلاب المدارس الخاصة يُبدون آراءهم حول التسامح الديني في البلاد إلا أن الأرقام الظاهرة تشير إلى أنه حتى في الطبقات المتعلمة في باكستان يعدُّ الأحمديون الأقلية الأقل حظاً من حيث الاستحقاق أو تكافؤ الفرص والحقوق المدينة. وفي الدراسة نفسها، أظهر المعلمون الموجودون في تلك المدراس النخبة قدراً أقل من التسامح تجاه الأحمديين بالمقارنة مع طلابهم.
كمثال على ذلك الأستاذ محمد عبد السلام، المسلم الوحيد الذي تلقى جائزة نوبل في الفيزياء؛ فقد تم تجاهله ونفيه نتيجة كونه أحمديا. فلا يوجد أي جامعة أو تذكار يحمل اسمه، بل إن كلمة «مسلم» حُذفت من على شاهد قبره.

### 1953/ أعمال الشغب في لاهور
المقال الرئيسي: أعمال شغب لاهور 1953

اندلعت في عام 1953، بتحريض من الأحزاب الدينية، أعمال شغب مناهضة للجماعة الأحمدية في باكستان مما أسفر عن مقتل الكثير من المسلمين الأحمديين وتدمير ممتلكاتهم. حصلت اضطرابات شديدة ضد الأحمديين وقامت مظاهرات في الشوارع وحملات سياسية ونشرت مقالات مُحرّضة. أدت هذه الاضطرابات إلى قتل 2000 أحمدي. وبناء على ذلك، فُرض قانون الطوارئ وحُلَّ مجلس الوزراء الباكستاني الفدرالي من قبل الحاكم العام غلام محمد.

### أعمال شغب عام 1974 وتعديل الدستور
المقال الرئيسي: 1974 أعمال الشغب ضد الأحمدية

في عام 1974 بدأت حملة عنيفة، قادتها بشكل أساسي ما عُرف باسم جماعة الإسلام، ضد الجماعة الإسلامية الأحمدية في باكستان على إثر اشتباك بين مجموعة من الأحمديين وغير الأحمديين في محطة السكة الحديدية في ربوة. أسفرت هذه الحملة عن وقوع إصابات كثيرة بين الأحمديين وتدمير لممتلكاتهم، بما في ذلك تدنيس المساجد والمقابر.
نتيجة للضغوط الناجمة عن هذه الاضطرابات سُنّت تعديلات تشريعية ودستورية لتجريم ممارسات الأحمديين الدينية وذلك بمنعهم من الادعاء أنهم مسلمون أو التصرف على أنهم مسلمون.

ووفقا للدكتور مبشر حسن، الذي كان آنذاك مقربا من رئيس الوزراء بوتو، فقد جاءت هذه التغييرات نتيجة الضغوط التي مارسها الحاكم السعودي في ذلك الوقت، الملك فيصل بن سعود. تبنّى البرلمان الباكستاني قانونا يعلن أن الأحمديين غير مسلمين؛ وعُدِّل دستور البلاد ليُعرِّف المسلم على أنه ذلك "الشخص الذي يؤمن بأن محمدا آخر الأنبياء.

### المرسوم عشرون
في 26 أبريل عام 1984؛ أصدر الرئيس الباكستاني الجنرال محمد ضياء الحق مرسوما ضد الجماعة الأحمدية عُرف باسم المرسوم عشرين، والذي يحظر على الأحمديين ممارسة معتقداتهم أو التبشير. المرسوم الذي كان من المفروض أن يمنع «النشاطات المعادية للإسلام» قد منع الأحمديين من تسميهم أنفسهم مسلمين أو أن يقدموا أنفسهم كمسلمين؛ مما يعني حرمانهم من المجاهرة بعقيدتهم الإسلامية أو تسمية مكان عبادتهم بالمساجد.

 منع القانون الأحمديين أيضاً من العبادة في مساجد غير الأحمديين أو غرف الصلاة العامة ورفع الأذان واستخدام التحية الإسلامية علناً والاقتباس من القرآن الكريم علناً والتبشير علنا أو تأليف ونشر وتوزيع أدبياتهم الدينية.وعقوبة هذه الأفعال السجن لما يقارب ثلاث سنوات. وقد منح المرسوم عشرون وتعديل الدستور لعام 1974 الدولة الصلاحية الحصرية في تحديد معنى مصطلح «المسلم» في الباكستان. اعتُقل العديد من الأحمديين في غضون أيام من صدور ذلك المرسوم، وفتح ذلك الباب أمام اضطهاد واسع مقنن وغير مقنن.

### حادثة شابقدر
كانت حادثة شابقدر مشهداً علنياً لرجم فردين من أفراد الجماعة الإسلامية الأحمدية في مدينة شابقدر الواقعة في مقاطعة الحدود الشمالية الغربية لباكستان عام 1995. فقد هوجم الدكتور رشيد أحمد وصهره رياض أحمد خان عندما كانا على وشك حضور جلسة استماع في المحكمة في شابقدر.فما إن دخلا قاعة المحكمة حتى هاجمهما غوغاء محرضين من قبل رجال الدين المحليين بالعصي والحجارة. لقد رُجم رياض أحمد حتى الموت وعرِّيت جثته وجُرَّت في المدينة بحبل. نُقل الدكتور رشيد أحمد إلى مستشفى في بيشاور بإصابات خطيرة. وقد فرَّ أحمدي ثالث هو المحامي بشير أحمد دون أذى. لقد حصلت هذه الجريمة أمام أعين الشرط. حتى إن رياض خان طلب مساعدة ضابط شرطي إلا أنه دفعه بعيداً عنه بدل مساعدته. ووفقاً لمنظمة العفو الدولية فإن الشرطة: «وقفت وتفرجت» و«بررت لاحقا بأنه لم يكن بإمكانها التدخل في حالة كهذه».لم يُعتقل ولم يجرَّم أحد بهذا القتل.

لقد جاء الضحايا –وهم من كبار الجماعة الأحمدية في بشاور- من عاصمة الإقليم بهدف تقديم كفالة لمسلم أحمدي آخر اسمه دولت خان، الذي تعرض بعد انضمامه إلى الجماعة لمضايقات، وقد أفتى رجال الدين المحليين بقتله. قُبِض على دولت خان وسجن في 5 أبريل 1995 وفق البند 107 (التحريض) والبند 151 (الإخلال بالأمن بالانضمام إلى تجمعات غير مشروعة) من قانون العقوبات. بعد رجم رشيد أحمد ورياض أحمد خان بقي دولت خان رهن الاعتقال ووجهت إليه تهمة انتحال صفة المسلم والتبشير بالأحمدية (وفق البند (298 –ج) من قانون العقوبات) وتهمة المساس بالمشاعر الدينية للمسلمين وإهانتها (البند 295 – أ).

ذكر الروائي الأردي مستنصر حسين تارار هذه الحادثة في روايةٍ له بعنوان (رماد) أو (راكه بالأردية).

### عام 2000
في 30 من أكتوبر من عام 2000 أطلق مسلحون النار على مصلين أحمديين في مقاطعة البنجاب الباكستانية فقتل خمسة أشخاص وجرح سبعة آخرين.

### عام 2005
المقالة الرئيسية: مهاجمة مسجد أحمدي في مندي بهاء الدين عام 2005

في السابع من أكتوبر عام 2005، اقتحم ملثمون مسلحون ببندقيات كلاشينكوف مسجدا تابعا للجماعة الإسلامية الأحمدية في قرية مونغ التابعة لمنطقة «مندي بهاء الدين» فقتلوا ثمانية وجرحوا أربعة عشر آخرين.

### عام 2008
قُتل فردان بارزان من الجماعة الإسلامية الأحمدية في 8 و9 من سبتمبر عام 2008 بعد أن بُث برنامج حرّض على قتل الأحمديين على قناة جيو القناة الباكستانية المعروفة قدّمه أمير لياقت حسين قبل يوم أي في السابع من سبتمبر.

### عام 2009
وفقا لتقرير نشرته «نظارة الأمورة العامة صدر أنجمن أحمدية باكستان» بعنوان «اضطهاد الأحمديين في الباكستان في العام 2009»؛ فقد قتل 11 أحمديا في عام 2009 وتعرض العديد من الأحمديين لمحاولات قتل. وادعى التقرير أن أفعال «معارضي الأحمدية» قد شجع عليها السلوك المتحيز للسلطات، وزعم التقرير أن الحكومة الفيدرالية قد أنكرت حقوق الإنسان والحرية الدينية للأحمديين، وخاصة حكومات البنجاب وآزاد جامووالكشمير.

### عام 2010
في الأول من أبريل عام 2010 نحو الساعة العاشرة ليلا، كان ثلاثة من الأحمديين عائدين بسيارتهم إلى منازلهم من محلات المجوهرات والملابس التابعة لهم في «سوق السكة» في فيصل أباد، وعندما اقتربت سيارتهم من «طريق القناة» قرب «مستشفى فيصل» تعرض لهم أربعة أو خمسة مسلحين مجهولي الهوية في سيارة بيضاء.. وقد أصيب الأحمديون الثلاثة بجراح خطرة عندما أطلق عليهم هؤلاء النار. ولاذ المهاجمون بالفرار من مكان الحدث ومات الرجال الثلاثة قبل وصولهم للمستشفى.

### المقالة الرئيسية: مايو 2010؛ تفجير لاهور
في الثامن والعشرين من مايو 2010 اعتُدي على مسجدين تابعين للجماعة الإسلامية الأحمدية في لاهور من قبل حركة طالبان باكستان جناح البنجاب. وقع الهجومان تقريباً في وقتٍ واحد على مسجد بيت الذكر في غارهي شاهو ومسجد بيت النور في لاهور مودل تاون اللذان يبعدان عن بعضهما 15 كيلومترا. قُتل في هذا الحادث أكثر من 90 شخصا وجرح أكثر من 108. لاقى أحد منفذي العملية حتفه في حين قُبِضَ على آخر من قِبل المصلين. لم تقم الحكومة الباكستانية بشيء لمنع ذلك وحتى الآن لم يقدموا حماية للأحمديين.

في 31 من مايو من 2010، طُعن أحد الأحمديين حتى الموت وجُرح ابنه بشدة عندما تسلق ناشط جدار بيتهما حاملاً خنجراً. لقد توفي الابن لاحقا في المستشفى من شدة جراحه، وقد فر المهاجم. يقول المقيمون أن المعتدي هدد أنه لن يترك أي أحمدي حيا بعد أن وجد الدافع لقتلهم في خطبة ألقاها أحد رجال الدين المحليين المتعصبين من السنة.

### عام 2011
نشرت صحيفة «ديلي جانغ» في السابع من سبتمبر عام 2011 طبعة خاصة ضد الأحمديين.
تعرض، على مر السنة، طلاب وأساتذة أحمديون في إقليم البنجاب في الباكستان لاضطهاد ممنهج مارسته المدارس والجامعات. وقدشملت المضايقات: المقاطعة الاجتماعية، الطرد، التهديد والعنف من قبل الطلاب والمعلمين ومديري المدارس من الأغلبية المسلمة.

### عام 2012
أزيلت في مدينة فيصل اباد آيات قرآنية من شواهد القبور الأحمدية من قبل الشرطة.
بلدان أخرى :

## أفغانستان
بعد 11 عاماً من إعلان ميرزا غلام أحمد أنه المهدي المعهود، حُكم على اثنين من الشخصيات البارزة الأفغانية، اللذين زارا سراً ميرزا غلام أحمد في الهند البريطانية، بالردّة من قبل المشايخ وأعدما في مدينة كابول أحدهما في عام 1901 والآخر في 1903. وفي العشرينات من القرن العشرين أعدم الملك أمان الله أو أجبر أحمديا على الارتداد، وفي عام 1924 أصبح الانتماء للجماعة الأحمدية جريمة عقوبتها الإعدام دستورياً. وعرف العداء بين أفغانستان والهند البريطانية ما بين 1893 و1929 وحدث الكثير من النشاط الجاسوسي، خصوصاً عندما وُقعت اتفاقية خط دوراند عام 1893 وخلال معاهدة راولبندي في 1919.

## بنغلاديش
استُهدفت الأحمديون في بنغلاديش بشتى أنواع المظاهرات والاعتداءات. وقد طالبت مجموعات إسلامية أصولية أن يُعلن الأحمديون رسميا كفارا. تعرض بعض أنصار الأحمدية للإقامة الجبرية في بيوتهم وقتل العديد منهم. في أواخر عام 2003 وجِّهت العديد من المسيرات الكبيرة العنيفة بقيادة مولانا محمود حسين ممتازي لاحتلال مسجد أحمدي. وفي 2004 حُظِرت المنشورات الأحمدية كلها.

## مصر
حصل في الآونة الأخيرة تزايد في اضطهاد الأحمديين في مصر. في مارس عام 2010 احتُجِز تسعة أحمديين بسبب الإساءة المزعومة إلى الإسلام.

## المملكة العربية السعودية
يُضطهد الأحمديون في السعودية ومازال مستمراً .

## الهند
يعدّ الأحمدييون في الهند مسلمين في نظر القانون، وذلك مدعَّم بحكم من المحكمة العليا في ولاية كيرالا في الثامن من ديسمبر عام 1970 الصادرة في قضية شهاب الدين إمبيشي كويا سانغال ضد ك.ب.أحمد كويا، اقتباساً عن أ.ي.ر 1971 كير 206. في هذا الحكم التاريخي قررت المحكمة أن الأحمديين مسلمون ولا يمكن عدّهم مرتدين من قبل الطوائف الإسلامية الأخرى لتمسكهم بالمبدأين الأساسين للعقيدة الإسلامية: أن لا إله إلا الله وأن محمداً عبده ورسوله .

وبينما يعد القانون الأحمديين مسلمين ولا يوجد أي تقييد قانوني على نشاطاتهم الدينية؛ فإنه لا يُسمح لهم من قبل إخوانهم من الطوائف الإسلامية بأن يكون لهم مقعد في (مجلس قوانين الأحوال الشخصية لمسلمي الهند)الذي يتألف من مجموعة من الشخصيات القيادية الدينية وتعترف به الحكومة الهندية كممثل لمسلمي الهند.

### عام 2008
لم يسمح للأحمديين باللقاء في حيدر أباد بسبب احتجاجات المجموعات الإسلامية الأخرى. في 19 أغسطس 2008 حرّض رجل دين إسلامي يدعى المولوي حبيب الرحمن على كراهية الأحمديين في جمع حاشد. في ليلة 21 و22 من شهر أوغسطس 2008 هوجم ثلاثة أحمديين مع إلحاق الضرر بممتلكاتهم. وبالإجمال فقد هوجم 6 أشخاص.

### عام 2009
في تشيناي، استخرجت جثة امرأة أحمدية في لسادس والثلاثين من العمر من مقبرتها في رويابتا في الأول من يونيو من قبل مجموعات معادية للمجتمع .زعم الأحمدييون أن الشرطة غضت الطرف عن هذه الحادث، ليعقدوا مؤتمراً صحفياً قال رئيس الجماعة السيد تنوير أحمد أن الشرطة انقادت لضغط الأغلبية المسلمة فغضوا الطرف عن فعلهم الشنيع.
وقد زعم أيضاً أن بعض المشايخ المتعصبين السياسيين لا يدّخرون جهداً في محاولاتهم لاستئصال الجماعة من الهند حيث يشيعون زوراً وبهتاناً أن الأحمديين ليسوا بمسلمين وذلك على الرغم من أن جميع المحاكم ومن ضمنها محكمة المدرسة العليا يصرون على أن هذه الجماعة فئة تنتمي إلى أهل السنة والجماعة.

في حدثٍ آخر من نفس العام : تظاهر المسلمون في الهند ضد الجلسة السنوية التي تقيمها الجماعة الأحمدية بقيادة إمامهم حبيب الرحمن ثاني حيث انضم إلى هذه التظاهرة مسلمون من جميع أنحاء البلاد. وكان من المحتمل أن يحضر الجلسة السنوية وزير الاقتصاد السيد براناب موكارجي إلا أن المتظاهرين اقتحموا مكتبه لتخريبه واعترضوا طرق المواصلات للحيلولة دون وصول الحضور إلى الجلسة. تم فرض حظر تجولٍ لثلاثة أيام من قِبل الشرطة وقد جرح الكثير ومات أحد السيخ .عندما عُقدت الجلسة السنوية قدم المتظاهرون وثيقةً ضد الأحمدية إلى رئيس المفوضية كي يتم تحويلها إلى براكاش سينغ بادل.حيث تم تنظيم التظاهر في جميع مساجد بانجاب الكبرى .

### عام 2010
هدد بعض المشايخ المسلمين بأن تزيل حكومة ماياواتي الطائفة الأحمدية من مناهج التدريس.

### عام 2011
في مومباي، قامت «دار العلوم ديوباند» بتقديم طلب للحكومة السعودية لمنع الأحمديين من تأدية فريضة الحج. وقال المتحدث بأن الأحمديين لا يؤمنون بخاتمية النبوة ولذلك لا يمكنهم الحج. وأرسلوا رسالة إلى الحكومة، قال المتحدث باسم الجماعة الأحمدية بأنهم ليسوا على علم بها. في نيودلهي تعرض الأحمديون إلى احتجاجات على بعثة السلام إذ كانوا في طريقهم لنشر نور الإسلام والسلام من خلال القرآن الكريم لكنهم لم يُقابلوا إلا باحتجاجات من مسلمي الهند. وقد شارك أعضاء (مجلس قوانين الأحوال الشخصية لمسلمي الهند)في التظاهرات. وقد غير الأحمديون توقيت البعثة. واعتُقِل مولانا بخاري والمحتجين معه في مركز الشرطة لاحتجاجهم على ذلك.

## إندونيسيا

### عام 2008
في عام 2008 تظاهر العديد من المسلمين في إندونيسيا ضد الجماعة الأحمدية. وقد ضغط المتشددون الإسلاميون على الحكومة بمظاهرات حاشدة وعنيفة من أجل مراقبة ومضايقة الجماعة الإسلامية الأحمدية في إندونيسيا. ينقسم الرأي العام في إندونيسيا إلى ثلاثة أقسام في كيفية التعامل مع الأحمدية: (أ) يرى البعض أن تمنع من جميع الحقوق لكونها طائفة منحرفة ومهرطقة غير مدرجة رسمياً في قائمة الأديان المعترف بها في إندونيسيا. (ب) يرى آخرون أنه لا يجب أن تحظر بسبب مادة حرية الأديان في الدستور، ولكن يجب ألا يسمح لها بالدعوة تحت راية الإسلام لأن ذلك مُضِل.(ج) ويرى آخرون أن تكون حرة بفعل وقول ما تريد بناء على الحق الدستوري بحرية الأديان. في يونيو عام 2008 صدر قانون يمنع التبشير الذي يقوم به أفراد الجماعة الأحمدية. وحُرق مسجد أحمدي . وقد اعترضت جمعية حقوق الإنسان على منع الحريات الدينية. وقد حظر مرسوم حكومي أقرَّ في عام 2008 تحت ضغط المحافظين الإسلاميين الطائفة من نشر معتقداتها.

### عام 2010
في يوليو 2010 قام تجمهرٌ من 200 إندونيسي بتطويق مسجدٍ أحمدي في قرية مانيسلور في مقاطعة كونينجان في جاوا الغربية، ورشقَ المسجد بالحجارة قبل أن تفرِّقهم الشرطة.

### عام 2011
في 6 شباط 2011 قُتل 3 أحمديين (في الأصل ذُكر 6 ثم عُدّل لاحقاً) في بانديغلانغ في مقاطعة بانتن، في اشتباك بين السكان المحليين. وقد أمرت الحكومة الشرطة بملاحقة القتلة ولكنها أيضا طلبت من الجماعة الأحمدية الالتزام بمرسوم عام 2008 وأن يتوقفوا عن نشر معتقدهم.
في يوليو 2011 سعى الادعاء لاستصدار حُكمٍ بين خمسة وسبعة شهور ضد المدّعى عليهم، مما أحدث موجة غضب بين نُشطاء حقوقيين. وكان الحكم النهائي بين ثلاثة إلى ستة شهور، وهو أخف قليلا مما طُلب. وقد أثار ذلك انتقادات المدافعين عن حقوق الإنسان والمجتمع الدولي بما فيه الولايات المتحدة والاتحاد الأوروبي. بالإضافة إلى ذلك حُكِم على القائد الأحمدي في سيكيوسيك، ديدن دارموان سودجانا، بستة أشهر سجنا لسوء المعاملة الجسدية والتعدي على الدولة، لرفضه أمراً من ضابط الشرطة بمغادرة المنزل. وقالت المتحدثة باسم وزارة الخارجية الأميركية أنها أصيبت بخيبة أمل من الحكم الصادر، بينما وصف ناشطٌ في منظمة «هيومن رايتس واتش» في نيويورك ذلك بأنه «طلبنة إندونيسيا».

## ماليزيا
في أبريل عام 2009 أصدر «مجلس سلاغور الديني الإسلامي» في ماليزيا رسالة مع التنفيذ الفوري تمنع أعضاء الجماعة الإسلامية الأحمدية من أداء صلاة الجمعة في مسجدهم المركزي. وبالإضافة إلى ذلك فإن فشل الأحمديين بالانصياع لشروط هذا القرار سينتج عنه السجن لمدة تصل إلى سنة مع/أو دفع غرامة تصل إلى 3000 رينجت ماليزي. ووضعت لوحة كبيرة خارج المسجد كُتب عليها ما ترجمته القاديانية (الأحمدية) ليست من الإسلام.

## المملكة المتحدة
في 2009 خرجت مظاهرة معظمها من المسلمين في «والسال» لمنع الأحمديين من الحصول على مسجد.
في 2010 على أعقاب هجمات مايو 2012 على المسجديين الأحمديين في لاهور في باكستان، تعرض أعضاء الجماعة الإسلامية الأحمدية القاطنين في بريطانيا للتهديد والترهيب. وقد وزعت مجموعة من المسلمين في جنوب لندن منشورات تطلب من القراء قتل الأحمديين ومقاطعة تجاراتهم، وتعرض مسجدان أحمديان للتخريب في كراولي ونيوهام.

في أكتوبر 2010 انتقدت «أوفكوم» قناة الأمة المتمركزة في بريطانيا لبثها ثلاثة برامج تلفزيونية تفاعلية قبل وبعد مجزرة لاهور التي استهدفت المسلمين الأحمديين في مايو 2010، ونادى فيها الزعماء الدينيون والمشاركون بقتل الأحمديين. أعيدت هذه البرامج عدة مرات. ذكرت أوفكوم أن إساءة هذه البرامج إلى الآراء الدينية وعقائد أفراد الجماعة الأحمدية وأفكارها هو خرق لقوانين الحكومة البريطانية في البث.

تم استهداف حملة ناصر بت، مرشح الديمقراطيين الأحرار للبرلمان لانتخابات عام 2010 العامة، إذ طُلِب من المسلمين عدم التصويت له لمنع انتخابه بسبب انتمائه للجماعة. وفي الحملة الانتخابية في «المركز الإسلامي في توتينغ» ظُنَّ أن المرشح المحافظ مارك كلارك هو بت فاضطروا لحبسه في غرفة من أجل سلامته.

## في الإعلام
أنتج التلفزيون الإسلامي الأحمدي العالمي (إم تي آه)(mta) أربعة برامج وثائقية عن الاضطهاد الذي تتعرض له الجماعة الإسلامية الأحمدية عبر القرن الماضي:
- السنوات الأولى
- عام 1953
- عام 1974
- عام 1984- 2008